# Werner Kempe
Werner Kempe (* 6. Juli 1928 in Dresden) ist ein ehemaliger deutscher Diplomat. Er war Botschafter der DDR in der  Jemenitischen Arabischen Republik (Nordjemen).

## Leben
Kempe war Verwaltungsangestellter, 1959 leitete er die Abteilung Innere Angelegenheiten beim Rat der Stadt Dresden. Von 1962 bis 1966 studierte er Außenpolitik an der  Deutschen Akademie für Staats- und Rechtswissenschaft in Potsdam. Sein Studium schloss er als Diplom-Staatswissenschaftler ab.
Seitdem war er für das  Ministerium für Auswärtige Angelegenheiten der DDR tätig. Von 1970 bis 1973 wirkte er als amtierender Leiter der DDR-Handelsvertretung in Kuwait, von 1973 bis 1976 als Dritter Sekretär der Botschaft der DDR in Teheran. Von 1976 bis 1978 war er Leiter des Konsulats in Alexandria und von Februar 1980 bis April 1983 schließlich Botschafter in Sanaa. 
Kempe war Mitglied der SED.